# Muirchertach mac Muiredaig
Muirchertach mac Muiredaig ou Muirchertach mac Ercae (mort vers 534/536) est un ard ri Érenn c'est-à-dire un « Haut-Roi d'Irlande » que l'on identifie habituellement avec le « Mac Ercéni » du Baile Chuinn Chétchathaig Muirchertach est le véritable fondateur de la puissance du Cenél nEógain, l’une des deux principale dynasties des Uí Néill du Nord.

## Origine
Muirchertach est le fils de Muiredach mac Eógain ce dernier étant un fils Eoghan mac Néill un des fils de Niall Noigiallach. Muirchertach mac Muiredaig est mentionné pour la première fois dans les chroniques d'Irlande en 482 sous le nom de Muirchertach mac Ercae. le Ban-Shenchus recueil médiéval de récits sur les épouses et les mères des rois irlandais lui attribue comme mère, Erc, fille de Loarn mac Eirc fondateur éponyme du Cenél Loairn dans le Dal Riada. Après la mort de Muiredach, Erc est reputée avoir épousé Fergus mac Connal Gulban du Cenél Conaill autre petit-fils de Niall Noigiallach qui la rend mère de Fedlimidh le père de saint Colomba.

## Règne selon les annales

### Roi du Cenél nEógain
La première mention de Muirchertach dans les Annales d'Ulster est liée à sa participation à la bataille d’Ocha dans le comté de Meath au cours de laquelle les Uí Néill alliés avec Crimthann mac Enna Cennsalach roi de Leinster et Fiachra mac Laeghaire roi de Dál nAraidi défont et tue l’ard ri Érenn Ailill Molt et s’assurent la royauté suprême en la personne de Lugaid mac Lóegairi, le cousin de Muirchertach.
À la tête du Cenél Eogain dont il était le chef Muirchertach combat et tue à la bataille de Cell Losnaig près de Kellistown dans le comté de Carlow, Óengus mac Nad Froích, le premier roi chrétien de Munster. Illan mac Dúnlainge l’un de ces allié lors de la guerre contre le Munster se retourne contre lui avec les hommes du Leinster mais il est battu à Inne Mor dans le comté de Kildare en 498.
Le frère de Dauí Tenga Uma roi de Connacht s’était mis sous la protection de Muirchertach il n’en est pas moins enlevé et livré à son frère par les hommes du Connacht. Sous le conduite de son roi le Cenél Eogain décide de venger cet affront, il envahit le Connacht et défait et tué le roi Dauí Tenga Uma lors de la bataille de Segais.

### Ard ri Erenn
À la mort au combat de Lugaid mac Lóegairi, Muirchertach devient Ard ri Érenn. Après une courte guerre contre le Leinster il attaque le Royaume d'Airgíalla, le seul de ses voisins de quelque importance qu’il n'a pas encore combattu.
En 520 associé avec Colgu Moo Cluethi roi d'Airthir ; il est vainqueur du Cenél Conaill à la bataille de Detnae en Dromma Breg dans laquelle tombe Ardgal mac Conall, fils de Niall. Il annexe la partie du territoire de ce royaume comprise entre Glen Con et Ualraigh comté de Derry. Cette région demeurera en possession des Uí Néill du Cénel nÉogain jusqu’aux Plantations d’Ulster.
Muirchertach doit de nouveau faire face à une attaque du royaume de Leinster en 528 mais il défait son armée à Ath Sighe sur la Boyne dans l'actuel comté de Meath. Cinq ans après il envahit le Leinster et est vainqueur dans plusieurs autres combats dans le comté de Kildare : Éibliu dans le Mag Ailbe, Cenn Eich et Almu. Il ravage ensuite le district de Cliu comté de Carlow. La même année il doit encore combattre victorieusement le Connacht à la bataille d’Aidhne.

### Fin de règne
Muirchertach mac Earca avait pris comme concubine une certaine Taetu issue d’une tribu qu’il avait dépossédée. Pour venger cet affront elle met le feu à la résidence de Cleiteach sur la rivière Boyne le soir de Samain (1er novembre) alors que le roi était ivre de vin. Muirchertach périt dans l’incendie. Sa mort fut ensuite célébrée dans plusieurs poèmes bardiques.
Le trône fut ensuite occupé par son cousin issu de germain Túathal Máelgarb mac Cormac Caech mac Caibre mac Niall Noigiallach.

## Analyse
Muirchertach mac Muiredaig est mentionné pour la première fois dans les chroniques d'Irlande en 482 sous le nom de Muirchertach mac Ercae. le Ban-Shenchus recueil médiéval de récits sur les épouses et les mères des rois irlandais lui attribue une mère évidemment légendaire, Erc, fille de Loarn mac Eirc fondateur éponyme du Cenél Loairn dans le Dal Riada.  
À partir de 482 les actions de Muirchertach sont fréquemment relevées par les annales jusqu'en 508, lorsqu'il devient selon la tradition roi de Tara ou « Haut-Roi » d'Irlande. De 508 jusqu'à 520 il n'est plus jamais évoqué mais de cette date jusqu'à sa mort en 534 il fait de nouveau l'objet d'un nouveau groupe d'entrées.   
Les annales du début du VIe siècle devaient probablement contenir des informations enregistrées rétrospectivement, à la fin du  siècle, lorsque les annales ont commencé à être composées à Iona. Ces entrées, quand elles peuvent être identifiés, sont en général fiables, même si la précision chronologique n'est pas absolue. Par la suite, ces annales ont été très tôt développées, en partie pour intégrer une version de la légende de Patrick d'Irlande et de ses rapports conflictuels avec le roi Lóegaire mac Néill, en partie pour promouvoir des intérêts dynastiques particuliers. Les souvenirs de la carrière de Muirchertach sont sujets à ces deux influences. la longueur de son activité est tout d'abord extrêmement suspecte, et le fait quelle soit répartie en deux phases séparées n'ajoute pas à sa crédibilité.   
Cette distorsion de la chronologie est peut-être une conséquence de la nécessité ressentie par les annalistes médiévaux d'étirer l'activité des différents fils de Niall Noigiallach sur une période de quatre-vingts ans, parce qu'ils étaient déterminés à faire commencer la carrière Patrick d'Irlande en 432, l'année après laquelle Palladius avait été envoyé à l'Irlande (431).  Ils avaient de plus à cœur de mettre en scène une confrontation entre Patrick et Lóegaire mac Néill, ancêtre de l'une des lignées les moins puissantes des Uí Néill. La confusion a également enfin été favorisée par la volonté des annalistes d'occulter la véritable puissance de Coirpre mac Néill dont une victoire en 485 attribuée à Coirpre est également attribuée à Muirchertach.   
Enfin le nom même du roi entretient la confusion. Mac Ercae est un prénom d'usage courant, son équivalent féminin Dar Ercae est porté par Sainte Ninne de Killevy. Muirchertach est parfois connu sous le nom Muirchertach mac Muiredaig, parfois sous celui de Muirchertach mac Ercae, traitant mac Ercae parfois Mac Ercae comme fils d'Erc indiquant seulement son ascendance maternelle. Muirchertach et Mac Ercae sont utilisés par Adomnan dans la vie de Saint Columba.  
Même dans la partie la plus fiable de son activité, dans la deuxième phase des entrées à partir de 520 jusqu'à 534, il est évident de la manière dont les souvenirs sont traités que tous les annalistes avaient en tête une tradition de plusieurs batailles contre des adversaires dans les Midlands d'Irlande, en Leinster et au Munster, auxquelles ils ont tenté d'attribuer à des années différentes. Il demeure finalement l'impression que Muirchertach était un grand chef de guerre fondateur de la puissance militaire que possédaient beaucoup de ses descendants les Uí Néill.

## Alliances et descendance
Selon les généalogies Muirchertach épousa trois femmes :
1) Sin la fille de Sige roi des Déisi Temro ;
2) Duisech la fille de Dui Tenga Uma Ui Briun Seolai roi de Connacht dont :
- Domnall mac Muirchertach,
- Fergus mac Muirchertach,
- Báetán mac Muirchertach ;

3) Une mystérieuse fille d'un roi des Francs (?) dont :
- Scandal,
- Neilline dont la fille Garb épousa Demman mac Cairell (+ 572) roi de Dal Fiatach,
- Constantin ancêtre des rois du Pays de Galles (?),
- Gaedel Fichet/Arsidinius ancêtre des rois de Bretagne et de Cornwall (?)

## Sources
- (en) Francis J. Byrne Irish Kings and High-Kings Four Courts History Classics Dublin réédition  de  2001   (ISBN 1 851821961).
- (en) Edel Bhreathnach, Editor Four Courts Press for The Discovery Programme Dublin (2005)  (ISBN 1851829547) The kingship and landscape of Tara, Cenél nÉogain, Table 5 p. 348-349.
- (en) T. M. Charles-Edwards « Muirchertach mac Muiredaig [Muirchertach mac Ercae, Mac Ercae] (d. 534) », Oxford Dictionary of National Biography, Oxford University Press, 2004.
- (en) T.W Moody, F.X. Martin, F.J. Byrne A New History of Ireland IX Maps, Genealogies, Lists. A companion to Irish History part II . Oxford University Press réédition 2011  (ISBN 9780199593064).